# Burg Kagenfels
Die Burg Kagenfels (französisch Château du Kagenfels, auch Homburgweiler- oder Hanfmatter-Schloss genannt) ist eine Burganlage in der Nähe des Ortes Ottrott in der Region Grand Est in Frankreich. Heute sind von der Burg nur noch Ruinen erhalten.

## Beschreibung der Ruinen
Ursprünglich handelte es sich bei der Burg Kagenfels um eine Anlage mit Wohnturm und Bergfried. Heute noch erhalten sind Reste der umgebenden Mauern und des Turms, der frühere Burggraben ist ebenfalls noch erkennbar.
Der Wohnturm besaß eine Grundfläche von 13,8 × 15,5 Metern, die Mauern waren etwa 1,5 Meter dick.

## Geschichte
Der Bau der Burg begann 1262 durch den bischöflichen Ministerialen Albrecht Kage, im Auftrag von Walter von Geroldseck, dem Bischof von Straßburg. Dieser befand sich zu dieser Zeit im Krieg mit der Stadt Straßburg. Legalisiert wurde der Bau erst 1289 durch den römisch-deutschen König Rudolf I. aus dem Hause Habsburg. Es ist nicht genau bekannt, wie lange die Familie Kage anschließend im Besitz der Burg blieb.
Im Verlauf des 14. Jahrhunderts wechselte die Burg mehrfach ihren Besitzer, darunter befanden sich zum Beispiel Albrecht von Schoenau und Friedrich von Stahel von Westhoffen. 1424 wurde Burg Kagenfels schließlich ein Lehen des Bischofs von Straßburg. In der Geschichte der Burg sind vier verschiedene Belagerungen binnen 40 Jahren (1383, 1390, 1397 und 1424) nachgewiesen, bei denen zum Teil schwere Belagerungsgeschütze eingesetzt wurden.
1406 wurden mehrere Gebäude bei einem Brand zerstört, der durch einen Unfall bei einem Bad von Bediensteten verursacht wurde. Heinrich von Hohenstein, Vitztum des Bischofs von Straßburg, erwarb die schwer beschädigte Burg etwa 20 Jahre später und ließ umfangreiche Renovierungsarbeiten vornehmen, für die extra in der Nähe ein Sägewerk errichtet werden musste. Nach dessen Tod 1451 diente die Burg unter seinem Sohn Anton als Stützpunkt für Raubzüge in die Umgebung.
Im Jahr 1559 wurde Burg Kagenfels an Lucas von Visebock, Vogt der Grundherrschaft von Weiler, weiterverkauft, der daraufhin den Beinamen „zu Kagenfels“ annahm. Von Visebock errichtete noch diverse Wirtschaftsgebäude und verkaufte die Burg inklusive der zugehörigen Ländereien an die Stadt Oberehnheim. Bis 1599 ist eine Nutzung belegt, die endgültige Aufgabe der Burg Kagenfels während des Dreißigjährigen Krieges gilt als wahrscheinlich.
Die heutige Ruine wurde erst im Jahr 1828 als Burg Kagenfels identifiziert. Sie gehört zu einer Gruppe von insgesamt neun Burgen in einem Gebiet von wenigen Quadratkilometern rund um den Odilienberg, darunter Birkenfels, Dreistein und Hagelschloss. Die Anlage wird seit 1999 archäologisch erforscht und unter Verwendung aufgefundener Architekturteile teilrekonstruiert.